# Déclaration d'indépendance de la Bulgarie

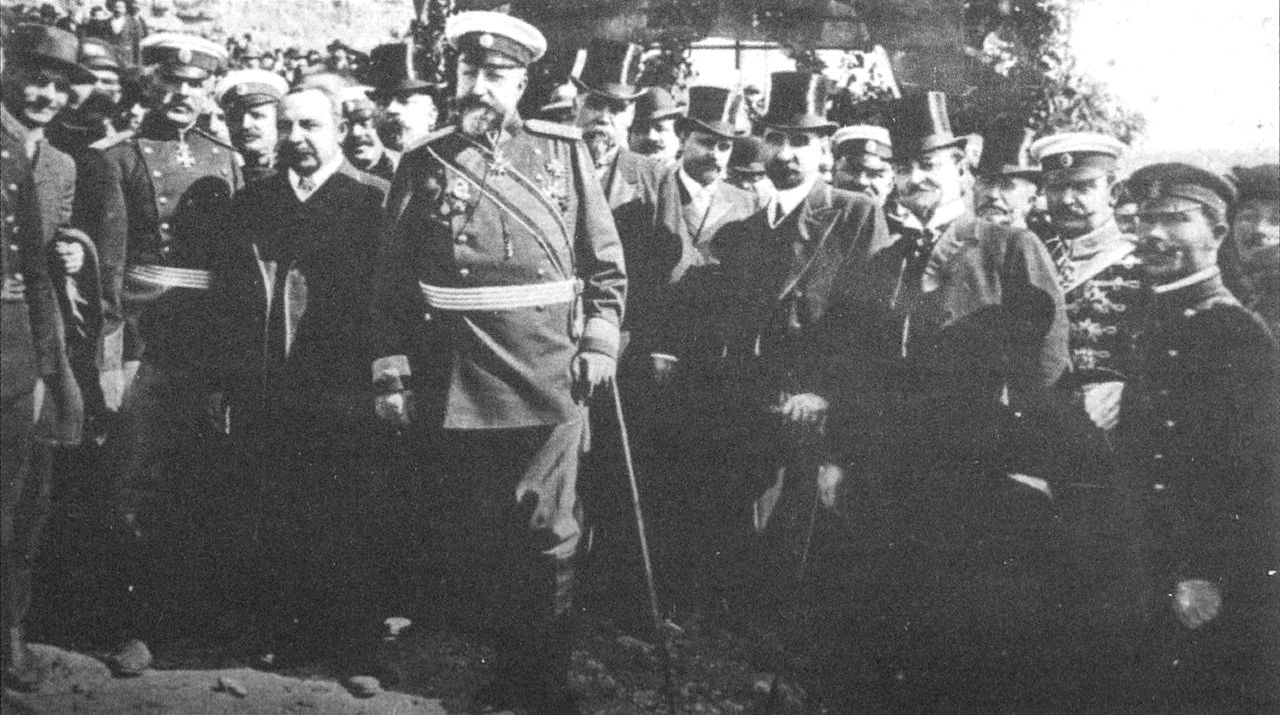
Proclamation de l'indépendance de la Bulgarie, 22 septembre 1908.

La proclamation d'indépendance de la Bulgarie marque la création du Royaume de Bulgarie le 22 septembre 1908. Elle est prononcée par le prince souverain Ferdinand Ier à l'encontre de l'Empire Ottoman. 
Au sein de l'Empire Ottoman, la principauté de Bulgarie était alors un État vassal à la suite du traité de San Stefano (3 mars 1878). Cependant, suivant le déclin progressif de l'Empire Ottoman, péjorativement surnommé l'Homme malade de l'Europe, la principauté agissait comme un état indépendant. 
Le prince Ferdinand Ier proclame l'indépendance de jure du Royaume de Bulgarie au moment de la prise de pouvoir des Jeunes-Turcs à Constantinople, et prend le titre de tsar. Ce titre était jusqu'alors détenu exclusivement par le monarque russe.
La proclamation a lieu devant l'Eglise des Quarante-Martyrs (Veliko Tarnovo) .  Après de longues et difficiles négociations, cette indépendance est reconnue par l'Empire ottoman le 6 avril 1909.
L'indépendance de la Bulgarie est reconnue progressivement par les grandes puissances (États-Unis, Russie, France, Chine…) qui apportent leur soutien pour aplanir les différends avec la Sublime Porte. Ainsi, la Bulgarie est reconnue comme indépendante jusqu'au début des guerres balkaniques.
La fête de l’indépendance de la Bulgarie est célébrée chaque année le 22 septembre.